# Rider
Rider是一个由Jetbrains公司开发的.NET集成开发环境，拥有Windows、macOS和Linux版本。